# Gabriel Fernández Ledesma
Gabriel Fernández Ledesma (Aguascalientes, 30 de mayo de 1900 - Ciudad de México, 26 de agosto de 1983) fue un pintor, grabador, escultor, artista plástico, escritor y profesor mexicano. Comenzó su carrera trabajando con el artista Roberto Montenegro, para seguir luego como profesor y editor. Sus obras han sido reconocidas con dos becas Guggenheim y la Medalla José Guadalupe Posada. Además, fue miembro del Salón de la Plástica Mexicana y cofundador de la Liga de Escritores y Artistas Revolucionarios.

## Biografía
Fernández Ledesma nació con el inicio del siglo XX en el seno de una familia de intelectuales mexicanos. Sus hermanos fueron Enrique, poeta; Miguel, abogado y Luis, escultor. Antes incluso de ir a la escuela de arte, él y su amigo Francisco Díaz de León fundaron en su localidad natal un grupo al que denominaron Círculo de Artistas Independientes (1915), un espacio en el que se organizaban exposiciones plásticas. En 1917 recibió una beca del gobierno del Estado de Aguascalientes para asistir a la Escuela Nacional de Bellas Artes en la Ciudad de México. Allí estudió con Leandro Izaguirre, Carlos Lazo y Saturnino Herrán. Para pagarse los estudios y la estancia en la ciudad, trabajó como ayudante de un calígrafo y luego como delineante de planos de propiedades agrícolas para el Archivo General de la Nación. Fernández Ledesma se casó con Isabel Villaseñor, un icono del periodo postrevolucionario de México. Tuvieron una hija, Olinca. Fernández Ledesma falleció en la Ciudad de México en 1983.

## Carrera
Fue pintor, muralista, grabador, fotógrafo, escritor, editor, diseñador e investigador de la artesanía y arte popular mexicano. Comenzó su carrera trabajando en proyectos relacionados o encargados por el gobierno, a menudo colaborando o ayudando a Roberto Montenegro. En la década de 1920, fue comisionado por el entonces ministro de Educación, José Vasconcelos, para crear diseños de nuevas baldosas para la iglesia del antiguo monasterio de San Pedro y San Pablo. Para cumplir el encargo, usó las técnicas y diseños de los azulejos de Talavera de Puebla. En 1922 viajó a Río de Janeiro como asistente de Montenegro para diseñar los murales que iban a decorar las paredes del pabellón de México en la Exposición del Centenario de Brasil que tuvo lugar ese año. Al regresar de Brasil a su país, el ministro de Educación Vasconcelos, le nombró director artístico del Pabellón de Cerámica en la Facultad de Ciencias Químicas de la Universidad Nacional Autónoma de México.
Buena parte del resto de la carrera de Fernández Ledesma estuvo relacionado con la edición y la educación. En 1924, de nuevo con la editorial Montenegro, ilustró una edición del libro Lecturas clásicas para niños, contribuyó en la revista El Maestro y comenzó un taller de impresión para promover el desarrollo del grabado en México. En 1926 comenzó a editar Forma, una publicación especializada en las bellas artes en México, dirigiéndola varios años. En la década de 1920, también trabajó como ilustrador para la revista semanal El Universal Ilustrado, y en 1935 fue nombrado jefe de los servicios editoriales de la Secretaría de Educación Pública. Fernández Ledesma editó y publicó varios libros sobre arte popular mexicano, incluyendo la obra Juguetes Mexicanos (1929).
Su relación con la educación artística se inició en 1925, como profesor de dibujo en la Secretaría de Educación Pública, y luego en 1926 en el Centro de Arte Popular. Después de rechazar la dirección de las Escuelas de Pintura al Aire Libre, Fernández Ledesma, sus hermanos y Guillermo Ruiz, decidieron crear la Escuela de Escultura y Talla. Esta escuela desafió la idea del arte por el arte, y se centró en la artesanía y el arte popular, y en los educadores y los niños. En 1928, fue uno de los fundadores del movimiento, ¡30-30!, junto con Fernando Leal y Ramón Alva de la Canal. El grupo se caracterizó por su hostilidad hacia el mundo académico del arte, tratando de cambiar cómo debía enseñarse el arte en las escuelas, convencidos de que lo importante era la existencia de un propósito social en él.
Fernández Ledesma también organizó exposiciones artísticas fuera de México. En 1929 fue enviado a España al objeto de participar en la Exposición Iberoamericana de Sevilla de ese año, presentando las Escuelas de Pintura al Aire Libre y el Centro de Arte Popular en el pabellón de México. En 1940, junto con Miguel Covarrubias, preparó la exposición "20 Centuries of Mexican Art" que se mostró en Nueva York. Expuso en París en 1938 sus collage bajo el título Artdans la vie politique mexicaine (Arte en la vida política mexicana).Actualmente parte de su obra más emblemática se encuentra en el Museo Nacional de Arte (Munal) en la Ciudad de México en la colección permanente del mismo.

## Reconocimientos
Por sus trabajos recibió dos becas Guggenheim en 1942 y 1969. En 1975 fue galardonado con la Medalla José Guadalupe Posada en Aguascalientes, y en 1982, en el Palacio de Bellas Artes se realizó una exposición retrospectiva de su obra.